# Spaniocerca longicauda
Spaniocerca longicauda är en bäcksländeart som beskrevs av Mclellan 1977. Spaniocerca longicauda ingår i släktet Spaniocerca och familjen Notonemouridae. Inga underarter finns listade i Catalogue of Life.